# 長谷川育美
長谷川育美（日语：／ Hasegawa Ikumi，5月31日—）是日本的女性聲優，栃木縣出身。Raccoon Dog所屬。

## 人物
進入Pro-Fit聲優養成所的同時，還有上技職學校。
2018年4月10日，Pro-Fit將長谷川從預留役升至準所屬。2021年4月，將其升格為正所屬。
2022年4月1日，由於長谷川所屬的Pro-Fit於同年3月底結束營運，於是她被平行移轉至Raccoon Dog，也就是原Pro-Fit所屬聲優組成的聲優經紀公司。
憧憬的聲優為入野自由和澤城美雪。

## 演出作品
※粗體字為主要角色。

### 電視動畫
2016年
- 偶像學園Stars！（元子、約翰娜、歌迷）
- orange橘色奇蹟（女學生）
- 超心動！文藝復興（女學生）
- 刀劍亂舞-花丸-（町娘）

2017年
- 熱情傳奇 The X（米恩）
- 遊戲王VRAINS（程序員、女孩子、作業員）
- 時間支配者（機內廣播）
- 相親對象是強硬問題兒學生（高宮宗一郎〈小孩〉）
- DYNAMIC CHORD（圈外廣播）
- 奇諾之旅 -the Beautiful World- the Animated Series（小孩B）
- 夢幻慶典R（歌迷）
- Classica Loid 第2期（女、女性記者）
- 偶像大師 SideM（女子）
- 動畫同好會（演劇社社長）

2018年
- citrus（主播）
- 沒有心跳的少女 BEATLESS（女子B）
- 多田君不戀愛（情侶、店員）
- 昴宿七星（桃井）
- 千緒的通學路（能條冬實〈七本槍〉）
- 工作細胞（造血幹細胞3）
- Happy Sugar Life（但馬美鳥）
- 終將成為妳（女性工作人員）
- 我讓最想被擁抱的男人給威脅了。（志村真希）
- 來自繽紛世界的明日（朝川砂波）
- 哥布林殺手（女森人）

2019年
- 天使降臨到我身邊！（大姐姐、警察官、同學）
- 環戰公主（黑獅子的前輩）
- 同居人時而在腿上，時而跑到腦袋上。（班導師、大翔〈小學生〉）
- 家有女友（惠、咖啡店的女性客）
- 我們真的學不來！（加奈的姐姐）
- Re:Stage！Dream Days♪（女學生、學生會庶務、稀星學園本校偶像社員）
- GIVEN 被贈與的未來（女高中生）
- 科學一方通行（飼育員、秘書、作業員、女學生）
- 神田川JET GIRLS（客）
- 慎重勇者～這個勇者明明超TUEEE卻過度謹慎～（女神像）

2020年
- 神推偶像登上武道館我就死而無憾（松山空音）
- 請在伸展台上微笑（模特兒、模特兒B、工作人員A、矢島亞由美、模特兒A、女性工作人員B）
- A3! SEASON SPRING & SUMMER（行人）
- 偶像學園 on Parade！（粉絲）
- 異種族風俗娘評鑑指南（艾爾夏）
- 成群結伴！西頓學園（星野花）
- 新櫻花大戰 the Animation（照顧人的女性）
- 白貓 Project ZERO CHRONICLE（村人D）
- 富豪刑事 Balance:UNLIMITED（店員、TV播音員、小孩）
- 闇影詩章（進藤二）
- 噴嚏大魔王2020（偶像）
- 弩級戰隊HXEROS（少年）
- 夢夢貓（山吹華鈴）
- 賽馬娘四格（美浦波旁）
- 攀岩！ -Climbing Girls-（運動社社長、鶴本南）
- 憂國的莫里亞蒂（少女、大小姐A）

2021年
- 弱角友崎同學（七海深奈實）
- 轉生成蜘蛛又怎樣！（外岡久美子、瀨川柊子）
- 賽馬娘 Pretty Derby Season 2（美浦波旁）
- 神奇柑仔店（小柴琴音）
- 86－不存在的戰區－（芙拉蒂蕾娜·米利傑）
- 後空翻少年!!（男孩子）
- 龍先生、想要買個家。（セルキー）
- 憂國的莫里亞蒂（女性、少年、孩子）
- 魔法水果籃 The Final（草摩羽鳥〈幼少期〉）
- 現實主義勇者的王國重建記（愛夏·烏德卡德）
- 暗夜第六感 2041（大澤良美）
- 藍色時期（白井）

2022年
- 現實主義勇者的王國重建記 第2期（愛夏·烏德卡德）
- 失格紋的最強賢者（櫃台小姐）
- 永遠的831（篠原）
- Delicious Party ♡ 光之美少女（玉木和佳奈、炸蝦的食譜小靈、蟹肉滑蛋的食譜小靈、拉麵的食譜小靈、冰淇淋的食譜小靈、蛋包飯的食譜小靈、鮭魚卵丼的食譜小靈、肉醬意麵的食譜小靈、馬鈴薯燉肉的食譜小靈、山倉萌、烤雞的食譜小靈、刨冰的食譜小靈、可麗餅的食譜小靈、披薩的食譜小靈、燒烤的食譜小靈、炒麵的食譜小靈、女僕、聖誕蛋糕的食譜小靈）
- CUE!（比嘉清瀨）
- 愛在征服世界後（禍原死死美／死神公主）
- 青之蘆葦（椎名七波）
- 女忍者椿的心事（紫苑）
- 女性向遊戲世界對路人角色很不友好（婕娜）
- Healer Girl 歌癒少女（孕婦）
- 社畜想被幼女幽靈療癒。（志乃）
- 境界戰機（北美軍士兵）
- 繼母的拖油瓶是我的前女友（南曉月）
- 卡片戰鬥!! 先導者 will+Dress（霧島ヒロキ）
- 徹夜之歌（梓）
- 在地下城尋求邂逅是否搞錯了什麼IV（冒險者）
- 後宮之烏（宮女A）
- 孤獨搖滾！（喜多郁代）
- 呆萌酷男孩（旁白）
- 我家師傅沒有尾巴（小糸）

2023年
- 妖幻三重奏（店員）
- 擁有超常技能的異世界流浪美食家（櫃台小姐）
- TRIGUN STAMPEDE（利維歐〈幼少期〉）
- 我想成為影之強者！（拉姆達）
- Buddy Daddies 殺手奶爸（泉花梨）
- 無意間變成狗，被喜歡的女生撿回家。（女學生）
- 再得一勝！（野木坂琴子）
- 不相信人類的冒險者們好像要去拯救世界（黃玉）
- World Dai Star（靜香）
- 屍體如山的死亡遊戲（一之瀨古瑠斗）
- 肌肉魔法使-MASHLE-（羅倫·卡巴斯）
- 鄰人似銀河（結菜）
- 機動戰士GUNDAM 水星的魔女（古爾〈少年期〉）
- Fate/strange Fake -Whispers of Dawn-（時鐘塔职员）
- 堀與宮村 -piece-（女學生A）
- EDENS ZERO 伊甸星原（莉羅）
- 大小姐和看門犬（里中、老師）
- 我的推是壞人大小姐。（蕾妮·奧索）
- 我想成為影之強者！ 2nd season（拉姆達）
- 競速 OVERTAKE!（佐藤）
- 賽馬娘 Pretty Derby Season 3（美浦波旁）
- 哥布林殺手II（侍女）
- 我的新上司是天然呆（幼少金城）
- 堤亞穆帝國物語～從斷頭台開始，公主重生後的逆轉人生～（莫妮卡）
- 不死不運（菈朵菈）

2024年
- 弱角友崎同學 2nd STAGE（七海深奈實）
- 輪迴第7次的惡役令孃，在前敵國享受自由自在的新娘生活（莉雪·伊路姆加德·維爾茲納）
- 非自願的不死冒險者（希拉·伊伯斯）
- 月光下的異世界之旅 第二幕（拉娜）
- 異修羅（皮凱）
- 葬送的芙莉蓮（尤蓓爾）
- 反派千金等級99～我是隱藏頭目但不是魔王～（莉塔）
- 迷宮飯（奇奇）
- WIND BREAKER—防風少年—（橘琴葉）
- 聲優廣播的幕前幕後（櫻並木乙女）
- 深夜Punch（真咲）
- 不時輕聲地以俄語遮羞的鄰座艾莉同學（谷山沙也加）
- 2.5次元的誘惑（繪理）
- FAIRY TAIL魔導少年 百年任務（ラーケイド）
- 前輩是偽娘（鄰居）
- 【我推的孩子】 第2期（片寄由良）
- 悲喜漁生（語音導航）
- 在地下城尋求邂逅是否搞錯了什麼V 豐穰女神篇（海慈·貝魯佩特）
- 鴨乃橋論的禁忌推理 2nd Season（蜜亞·科斯塔）

2025年
- 終究，與你相戀。（秋山）
- 來到棒球場捕捉我吧！（青名）
- 正義使者 -我的英雄學院之非法英雄-（POP☆STEP）
- WIND BREAKER—防風少年— 第2期（橘琴葉）
- 歲月流逝飯菜依舊美味（陽和）
- 公爵千金的家庭教師（麗狄雅·鈴斯特）
- GNOSIA（塞思）
- 彈珠汽水瓶裡的千歲同學（七瀨悠月）
- 不擅吸血的吸血鬼（楠木美紗）
- 差點在迷宮深處被信任的夥伴殺掉，但靠著天賜技能「無限扭蛋」獲得等級9999的夥伴，我要向前隊友和世界展開復仇&「給他們好看！」（梅依）
- 感谢对战。 ～大小姐才不玩格斗游戏～ （深月綾）

2026年
- 我和班上第二可愛的女生成為朋友（新田新奈）
- 正義使者 -我的英雄學院之非法英雄-（第2期）（POP☆STEP）
- 不時輕聲地以俄語遮羞的鄰座艾莉同學（第2期）（谷山沙也加）

### OVA
- 牽牛花與加瀨同學（2018年）
- Re:從零開始的異世界生活 冰結之絆（2019年，母親）

### 劇場版動畫
2018年
- 詩季織織「上海戀」（小雨[45]）

2021年
- 龙与雀斑公主
- 言语如苏打般涌现
- 让我听见爱的歌声（女学生）

2024年
- 劇場總集篇孤獨搖滾！ Re:（喜多郁代[46]）
- 劇場總集篇孤獨搖滾！ Re:Re:（喜多郁代[46]）
- 擊浪青春（井本真優美[47]）

### 網路動畫
- 哈磊露亞 -命運的選擇-（2020年，紅蓮[48]）
- 關於我轉生變成史萊姆這檔事 柯里烏斯之夢（2023年，黃色始祖[49]）

### 有聲漫畫
2022年
- 百合幻想鄉（九宮晴香[50]）

### 遊戲
2017年
- VBX（天上院朱莉）
- WAR OF BRAINS（正義的姐妹 凱伊＆米伊、希望的小枝 普倫）
- Aerial Legends（加塔、神美、蘭斯洛特、桃樂絲）
- 幻獸契約Cryptract（雪莉妲）
- 天華百劍 -斬-（明石國行）
- 麻雀 鬥牌Colosseum（咲）

2018年
- 城姬Quest（鶴岡城）
- 太極熊貓-DRAGON HUNTER-（梅菲斯）

2020年
- 碧藍航線（2020年 - 2024年 卡薩布蘭卡、斯特拉斯堡）
- 企業☆女孩（夏农·诺克斯）
- 怪物彈珠（2020年 - 2022年 克圖格亞、紅蓮、不敗之劍）

2021年
- 賽馬娘Pretty Derby（美浦波旁）
- 月姬 -A piece of blue glass moon-（愛爾奎特·布倫史塔德）
- Melty Blood: TYPE LUMINA（愛爾奎特·布倫史塔德、暴走愛爾奎特、真祖愛爾奎特、猫姬）
- 蔚藍檔案（一之瀨明日奈）
- OPUS：龍脈常歌（艾妲）

2022年
- 閃耀幻想曲（小野坂紗織、喜多郁代）
- Fate/Grand Order（愛爾奎特·布倫史塔德／真祖愛爾奎特[MoonCancer]、白色月姫[Pretender]、猫姬）

2023年
- 超異域公主連結☆Re:Dive（克蘿茜）
- 新楓之谷（卡莉〈女〉）
- GINKA（迷之少女（謎の少女）/四之宫银花（四ノ宮 銀花））

2024年
- 蕾斯萊莉婭娜的鍊金工房 ～忘卻的鍊金術與極夜的解放者～（尤娜·維茨）
- 戰雙帕彌什（布麗姬特）
- 少女前線：雲圖計劃（莉維雅）
- 無期迷途（畢安卡）
- 不時輕聲地以俄語遮羞的鄰座艾莉同學 益智派對（谷山沙也加）
- 聖女不死心 ～不受歡迎形單影隻的死靈法師轉生成為聖女，努力結交新的朋友～（尤莉西亞·阿爾貝魯特）

2025年
- Fate/EXTRA Record（Berserker <愛爾奎特·布倫史塔德>）
- 鳴潮（夏空）
- 絕區零（浮波柚葉）
- 寶可夢大師（丹瑜）

### BLCD
- 再見戀人，再來朋友（2016年）
- 你聽到了嗎？（2016年、友繪[68]）

### 其他
- 體驗型恐怖解謎遊戲「三角窗外是黑夜」（加藤里佳子[69]）

## 外部連結
- 事務所官方簡歷 （页面存档备份，存于）（日語）